# حاكم غلغت-بلتستان
حاكم غلغت-بلتستان هو الرئيس المعين للحكومة الإقليمية في غلغت-بلتستان، باكستان. يتم تعيين الحاكم من قبل رئيس الوزراء ويعتبر عادة منصبًا احتفاليًا. ومع ذلك، طوال تاريخ باكستان، زادت سلطات حكام المقاطعات بشكل كبير، في كل مرة يتم حل المجالس الإقليمية يصبح الدور الإداري تحت السيطرة المباشرة للحكام.
أنشئ منصب الحاكم في غلغت-بلتستان في 16 سبتمبر 2009.
منصب المحافظ حاليًا شاغر، وآخر حاكم كان رجاء جلال حسين مقبون، الذي استقال في 10 أبريل 2022.

## قائمة الحكام
فيما يلي قائمة الحكام بعد منح غلغت-بلتستان وضع المقاطعة في 29 أغسطس 2009، وافق مجلس الوزراء الاتحادي على أمر غلغت-بلتستان للتمكين والحكم الذاتي لعام 2009.

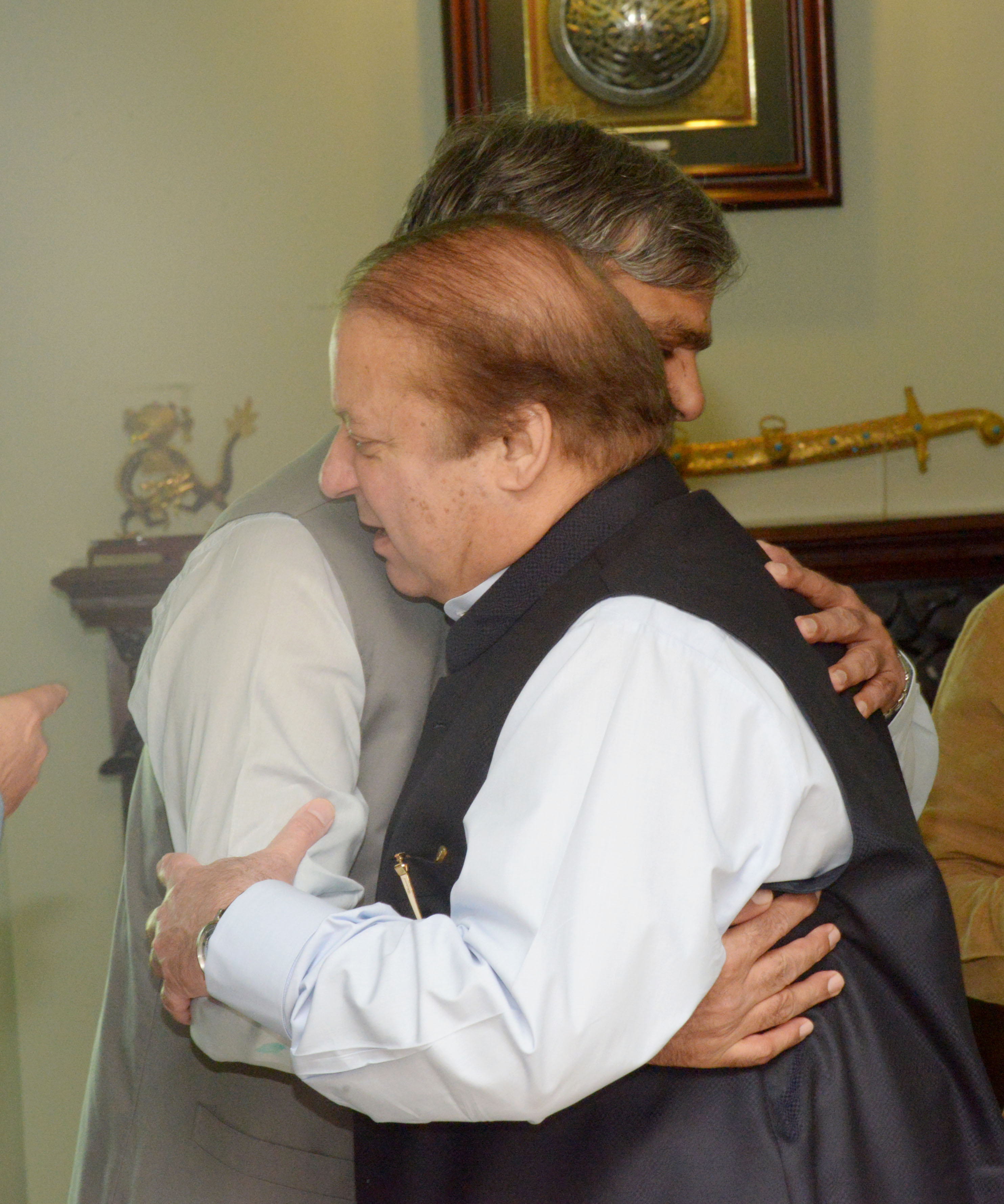
رئيس الوزراء يهنى تشودري محمد برجيس طاهر على الانتصار الساحق لحزب الرابطة الإسلامية في غلغت-بلتستان

| م | الاسم                 | بداية الفترة   | نهاية الفترة   | الحزب السياسي                     |
| - | --------------------- | -------------- | -------------- | --------------------------------- |
| 1 | قمر كائري             | 16 سبتمبر 2009 | 22 مارس 2010   | حزب الشعب الباكستاني              |
| 2 | شما خالد              | 23 مارس 2010   | 15 سبتمبر 2010 | حزب الشعب الباكستاني              |
| 3 | وزير بيك              | 17 سبتمبر 2010 | 26 يناير 2011  | حزب الشعب الباكستاني              |
| 4 | بير كرم علي شاه       | 27 يناير 2011  | 15 فبراير 2015 | حزب الشعب الباكستاني              |
| 5 | شودري محمد برجيس طاهر | 16 فبراير 2015 | 24 نوفمبر 2015 | الرابطة الإسلامية الباكستانية (ن) |
| 6 | مير غضنفر علي خان     | 24 نوفمبر 2015 | 14 سبتمبر 2018 | الرابطة الإسلامية الباكستانية (ن) |
| 7 | رجاء جلال حسين مقبون  | 30 سبتمبر 2018 | الآن           | حركة الإنصاف الباكستانية          |